# Il club di Jane Austen
(Tagline del film)
Il club di Jane Austen (The Jane Austen Book Club) è un film del 2007 scritto e diretto da Robin Swicord, basato sul romanzo Jane Austen book club di Karen Joy Fowler

## Trama
Bernadette, Prudie, Allegra, Sylvia e Jocelyn sono cinque donne che decidono di fondare un circolo di lettura in cui si discuterà periodicamente su ciascun romanzo della scrittrice Jane Austen. I veri motivi della fondazione sono però altri: il circolo ha infatti il principale scopo di consolare Sylvia, che è stata abbandonata dal marito dopo vent'anni di matrimonio, e Prudie, una insegnante di francese delusa per aver dovuto rinunciare a un viaggio a Parigi che sognava da tanto tempo. I romanzi della Austen però sono sei, e le cinque donne hanno bisogno di un altro membro: Jocelyn allora decide di invitare Grigg, un giovane con la passione per la letteratura di fantascienza che non ha mai letto finora i romanzi di Jane Austen. Jocelyn inoltre spera che Grigg possa fare compagnia a Sylvia.
Il circolo è così costituito da sei individui, cinque donne e un uomo, che hanno in comune la passione per la lettura. Bernadette, donna matura, piena di vita e con diversi matrimoni alle spalle; Prudie, giovane insegnante di francese sposata ad un marito che non la capisce; Allegra, la giovane figlia di Sylvia, lesbica dichiarata e amante degli sport estremi; Sylvia, che continua ad amare il marito e che ora ha un profondo bisogno di compagnia; Jocelyn, che invece adora vivere da sola ed è diffidente nei confronti degli estranei; e Grigg, che ha vissuto con tre sorelle più grandi e ha accettato di entrare nel circolo solo per stare più a contatto con Jocelyn.
Ogni mese i componenti si riuniscono a casa di uno dei soci per discutere uno dei libri. Lentamente, l'intreccio delle loro vicende sentimentali si espande e cominciano a rendersi conto di stare vivendo una trasposizione dei romanzi della Austen ai giorni nostri. Alla fine il marito di Sylvia ritornerà in famiglia, Grigg e Jocelyn usciranno insieme, Allegra troverà una compagna, il marito di Prudie si appassionerà alla letteratura e Bernadette si sposerà per l'ennesima volta con un gentiluomo costaricano.

## Distribuzione
Il film è uscito in Italia il 18 gennaio 2008.